# Kabala i umjetnost
Umjetnost i Kabala su bliske s obzirom na sadržaj koji iskazuju. Razlika je u tome što umjetnost zastaje na samom izrazu – umjetnost jest izraz – a Kabala je neko činjenje u prostoru onoga što umjetnik iskazuje, prikazuje. Umjetnik stvara umjetničko djelo polazeći od prostora životnog smisla što ga vidi, doživi ili intuitivno zahvaća. Kabalist živi u tom prostoru smisla što ga nasljeđuje tradicijom Kabale. Veza između Kabale i umjetnosti je dvostruka: s jedne strane Kabala pruža tumačenje bitnih momenata umjetnosti, a s druge strane u djelima umjetnosti nalaze se umjetnički oblikovani prikazi sadržaja Kabale. 

## Uvodno o Kabali
Kabala (קַבָּלָה) spada u duhovnu tradiciju judaizma koju čine Tanak (Stari zavjet: Tora, Proroci, Književnost), Talmud, Hagada. Sama riječ "kabala" potječe od korijena kbl (hebr: uzeti, prihvatiti, preuzeti, primiti). Kabala je mističko učenje, što znači da nije puka teorija, nego da se njeno znanje uspostavlja vjerodostojnim doživljajima sudionika: mističko znanje je ono koje je proživljeno u vlastitoj nutrini čovjekovoj. Kabala se povijesno javlja u XII st. (južna Francuska) i XIII. st (Španjolska), razvija se dalje u srednjem vijeku (Njemačka, Cefat u Izraelu), u hasidističkom pokretu, sve do danas. Postoje tri vida Kabale: teorijski (teozofijski), kontemplativni (kabala ijunit)) i činidbeni (kabala ma'asit). Kabala je široko područje intelektualnog istraživanja i meditativnog prakticiranja, također i etičke i socijalne primjene, no, ona je ipak određena konkretnim pojmovnim okvirom kojeg čine temeljni pojmovi Kabale, a to su: En Sof; Božji atributi; emanacija i stvaranje svijeta; deset sefirota, četiri svijeta (arba olamot), pet razina duše, praiskonski arhetip čovjeka (Adam Kadmon), parcufim (obličja sefirota), popravljanje svijeta (tikun olam). Važno je naglasiti da Kabala nije neka za stalno uspostavljena dogma, nego da je podložna mijenjanju, poboljšavanju, dorađivanju. Na neki način Kabala je uvijek nova - po tome što se u njoj mijenja ili nadopunjuje, i uvijek stara: po tome što čuva svoje temeljne postavke koje su tradicijom ustanovljene kao ispravne i korisne. Temeljna djela Kabale su: Sefer Jecira, Sefer haBahir, Zohar; učenje Izaka Lurije zapisano od njegova učenika Hajim Vital-a; mnoga djela u Kabali hasidizma.

## Umjetnost iz očištaKabale
Božje stvaranje, po Kabali, proteže se kroz sve svjetove (Acilut, Beria, Jecira, Asija). Na kraju puta stvaranja pojavljuje se zbiljsko, konkretno biće: neka stvar, prirodna pojava, živo biće. Umjetnik ne imitira taj put stvaranja; glagol „bara“ rabi se samo za Božje stvaranja, samo Bog "bara". Ipak, umjetnik stvara tako da čisti oblik iz svijeta Jecira prenosi ili, unosi u neku tvar, o-stvaruje ga u nekoj tvari (boji, tušu, ulju,…) u svijetu Asija. Isto tako, sam pokret iz svijeta Beria ostvaruje kao pokret ljudskog tijela u svijetu Asija. Ili, čisti zvuk iz svijeta Acilut ostvaruje kao neko fizičko zvučanje u svijetu Asija. Međutim umjetnik ne stvara ni čisti oblik, ni čisti pokret, ni čisti zvuk; oni, po učenju Kabale, proizlaze, Božjim stvaranjem iz En Sof: Bog sam izgovara, svojim govorom započinje stvaranje budućih bića; iz samog sebe izvodi snagu potrebnu za njihovo stvaranje; u samom sebi iznalazi likove budućih stvorenja i, tim slijedom stvara konkretna bića ovog Asija svijeta.
Umjetnik prevodi čisti oblik, pokret, zvuk i govor u nešto materijalno (tvarno) u ovom svijetu i tako stvara lijepu sliku, lijepi ples, lijepu glazbu i lijepi govor, i time omogućuje da se čovjek, pri uživanju u umjetničkom djelu, uzdiže u svijet čistog oblika – svijet Jecira; u svijet čistog pokreta – svijet Beria; u svijet čistog zvuka – svijet Acilut. Uživanje je povezano s doživljajem ljepote, a on se javlja kad umjetničko djelo uspije dati pravi osjetilni izraz  u boji, u kamenu, u pokretu, u zvuku – čistom obliku, čistom prostoru, čistom pokretu i čistom zvuku koji postoje u višim svjetovima.
Umjetnost uzdiže čovjeka na više razine svjetova. To se uzdizanje događa u doživljaju ljepote, a ova se sastoji u tome da se čistom obliku, pokretu, zvuku prida prikladan izraz u fizičkom svijetu Asija korištenjem neke boje, kamena, ljudskog tijela, zvukova glazbala. Po Hegelu lijepo (das Schöne) se sastoji u tome da ideja (die Idee) zadobije osjetilni izgled.  Po Kabali ljepota je u tome da čisti oblik, pokret, zvuk kao takvi dobiju svoj osjetilni izgled u fizičkom svijetu Asija, da postanu lijepo prikazani odgovarajućom tvari: bojom, tušem, kamenom, tjelesnim pokretom, zvukom nekog glazbala i ljudskim govorom. U tom smislu, umjetnost kao nešto napravljeno ili izvedeno u fizičkom svijetu, smješta se u svijet Asija.

### Umjetnost u svijetu Jecira
U duši Ruah Božji atributi se uprisutnjuju kao igra likova – ugledivi vid svijeta Jecira; u umjetnosti to čine likovne umjetnosti (slikarstvo, kiparstvo, arhitektura) kojima se u duši uprisutnjuje Božja igra likova:
na primjer za Hokma – likovni vid Božje mudrosti; za Bina – likovni vid Božjeg intelekta; za Hesed – likovni vid Božjeg milosrđa; za Jesod – likovni vid Božjeg utemeljivanja (svemu-temelj-biti, hebr: jesodijut), i tome slično.
Često se za židovsku kulturu kaže da je nesklona likovnim umjetnostima (tzv. anikonizam). Razlog toj nesklonosti može biti religiozan, jer se velik dio židovske duhovnosti sastoji u posvećenosti Bogu. Tome u prilog ide druga Božja zapovijed koja zabranjuje da se Bog prikazuje bilo kakvim „urezanim likom ili slikom“ (zapravo idolom, hebr: fesel, i slikom hebr: temuna). No, osim što je nedozvoljeno, i nemoguće, Boga prikazivati kipom ili slikom, to isto važi i za temeljne odrednice Kabala učenja: En Sof, Adam Kadmon, sefiroti, svjetovi, razine duše, i ostalo.  Uzmimo kao primjer Adam Kadmon; je li uopće moguće prikazati Adam Kadmona slikom, makar sam izraz označuje „iskonskog čovjeka“?
Ako se ozbiljno misli pojam Adam Kadmon kao prva emanacija onog bezgraničnog En Sofa, dakle kao neku konstelaciju koju čine Božji atributi, tada je nezamislivo kako tu apstraktnu strukturu prevesti u neki opažljivi lik. Ako se to i učini, a često se i čini, onda takva slika nije vjerna ideji Adam Kadmon, a trebala bi biti, govoreći hegelovski, osjetilna pojava ideje. Stoga Kabala zahtjeva meditacijsku praksu: to što je Adam Kadmon može se osjetiti u duhu kao neka regulativna ideja koja sabire duh na tradicijom naslijeđeno razumijeće prve emanacije En Sofa u nešto nalik Bogu (b´calmo kidmuto).

### Umjetnost u svijetu Beria
U duši Nešama Božji atributi se uprisutnjuju kao kretanje Božje snage – snagosni aspekt svijeta Beria; u umjetnosti to je balet/ples kojim se u duši uprisutnjuje Božja dinamika (kretanje snage Božje):
na primjer za Hokma – snagosni vid Božje mudrosti; za Bina – snagosni vid Božjeg intelekta; za Hesed – snagosni vid Božjeg milosrđa, i tome slično. To što je u etici vrlina to je u umjetnosti ples ili balet. To znači: kretnjama tijela izraziti onu unutarnju dinamiku u koju vanjski svijet biva prenesen: međuljudski odnosi, borba s vanjskim silama, udivljenje nad ljepotom prirode, strahopoštovanje pred Bogom, uopće sve snagosne situacije specifične za svaku pojedinu sefira. Vrline su definirane kao umni odgovor duše Nešama na događanje snage u svijetu Beria: na primjer, bitul (negacija egocentričnosti), vrlina pripadna sefira Hokma, kao odgovor na zamršenu iracionalnost života; simha (radost), vrlina pripadna sefirotu Bina, kao odgovor duše Nešama na težinu racionalnog odgonetanja životnih problema, i sl. za ostale sefirote. Ako se kretnjama tijela, umjetnički oblikovanima, izraze navedeni odgovori duše Nešama, tada smo blizu onome što čini bit umjetničkog plesa, ili baleta (klasičnog i modernog).

### Umjetnost u svijetu Acilut
Duša je prostor re-prezentacije (ponovnog uprisutnjenja) Božjih atributa; u duši Haja oni bivaju uprisutnjeni kao govor – logosni vid svijeta Acilut; u umjetnosti to su glazba i poezija kojima se u duši Haja uprisutnjuje Božji govor i, analogno za sve atribute Božje: 
Na primjer za Hokma – govorni vid Božje mudrosti; za Bina – govorni vid Božjeg intelekta; za Hesed – govorni vid Božjeg milosrđa; za Gevura – govorni vid Božje pravednosti, i tako redom do sefira Malkut.  Veliki njemački skladatelj Ludwig van Beethoven govori o glazbi: "Glazba je Božji govor. Mi glazbenici najbliže smo Bogu što čovjek može biti. Čujemo Njegov glas. Čitamo s Njegovih usana. Rađamo djecu Božju, pjevamo Njegove molitve."

## Kabala u prostoruumjetnosti
Može li umjetnik umjetnički oblikovati sadržaje Kabale? Mogu li ideje Kabale (En Sof, sefiroti, svjetovi, duše,…) zadobiti osjetilni izraz u nekom od medija umjetnosti – boji, kamenu, pokretu, zvuku, govoru ?
Pritom se ne misli na ilustriranje sadržaja Kabale, nego da se iz same supstancije učenja Kabale stvori toj supstanciji prikladan umjetnički izraz. Takvom zahtjevu mogao bi udovoljiti umjetnik koji je ujedno i kabalist, ili kabalist koji u sebi ima snažni poriv za umjetničkim stvaranjem, a ne tek za pukim ilustriranjem kabalističkih ideja. U djelima velikih umjetnika progovara duh Kabale, iako oni sami nisu kabalisti. Kada čovjek živi u skladu s učenjem Kabale, tada njegov vlastiti život postaje umjetničkim djelom što znači: živim, osjetilnim prikazom učenja Kabale. Stoga, ako se u kabalističkom tumačenju umjetnosti uzdižemo iz Asija svijeta u više svjetove čistog oblika, pokreta i zvuka (o čemu se govori u III. dijelu), u IV. dijelu, u kojem se govori na koji način umjetnost prikazuje Kabalu, treba naglasiti da se kabalist iz viših svjetova spušta u ovaj svijet Asija da bi u njemu ozbiljio ono što zna i vidi u višim svjetovima. Pravi umjetnički prikaz Kabale bit će umijeće življenja, po načelima Kabale, u svijetu Asija.

### U likovnoj umjetnosti
Pokazano je kako Kabala tumači likovnu umjetnost, ali postoje li takva djela likovnih umjetnosti (slikarstva, kiparstva, arhitekture) u kojima je prisutna Kabala kao tema? U jednoj evangeličkoj crkvi u Bad Teinach-Zavelsteinu (u blizini Stuttgarta) na njenom oltaru, na triptihu zvanom „Die Kabbalistische Lehrtafel“, prikazuju se sefiroti – Božji atributi koji emaniraju iz Božje punine i očituju se u ovom fizičkom svijetu (i na ljudskom tijelu). Značajno je to da se u jednoj kršćanskoj crkvi daje likovni prikaz temeljnom učenju Kabale – sefirotima upisanim hebrejskim slovima. Tematika Kabale, općenito židovske duhovne tradicije, jako je prisutna u slikarstvu Marca Chagalla (1887-1985) jednog od najvećih židovskih, ali i svjetskih slikara modernog doba.  

### U plesu
Plesna se umjetnost može tumačiti kabalistički, ali i sama Kabala mogla bi se izvoditi u plesnoj umjetnosti, koja bi jezikom plesa govorila o Kabali.

### U glazbi
Glazba se može tumačiti kabalistički, ali postoje i glazbena djela koja kao svoju temeljnu temu imaju Kabalu, koja jezikom glazbe prikazuju Kabalu. Očita je nazočnost Kabale u glazbi u skladbama zvanim "nigunim" (u jednini: "nigun"). Riječ nigun (hebr: ניגון) označuje židovske religiozne pjesme te pripadne im melodije. Iako imaju neku temu, većinom su improvizirane; melodije su često sjetne, ali mogu biti i vesele, namijenjene plesu ili druženju za stolom. 

### U književnosti
Književna se djela mogu tumačiti kabalistički, ali postoje i književna djela koja za svoju temu imaju Kabalu, koja jezikom književnosti prikazuju Kabalu; umjetnička djela književnosti mogu biti prisutna u Kabali. Znakovita je činjenica da je temeljno djelo Kabale - Zohar, nastao u drugoj polovini 13. stoljeća, par excellence književno djelo. Karl Grözinger u knjizi "Kafka und die Kabbala" pokazuje koliko je u Kafkinoj literaturi prisutna stara rabinska tradicija kabalističkih sadržaja.

### U filmu
Filmska se umjetnost može tumačiti kabalistički, ali se i sama Kabala može filmski uprizoriti. Postoji nekoliko filmskih ostvarenja kao na primjer film "Der Golem" iz 1915. u režiji Paula Wegenera i Heinricha Galeena. Film pod naslovom "Le Golem" snimljen je u Pragu 1936 u režiji Julien Duvivier. Postoji nekoliko dokumentaraca o Kabali, među njima svakako treba spomenuti "The Secrets of Kabbalah" iz 2007. prikazanom na History Channel. Jedan film koji je dokumantaran, ali i subjektivno nijansiran snimljen je 2014 pod naslovom "Kabbalah me"  u režiji Steven Brama koji ujedno igra i glavnu ulogu u prikazu vlastitog traženja u svijetu Kabale. 

## Kabala oblikuje život
Nakon uživanja u nekom likovnom djelu može se postaviti pitanje, obzirom na likovni aspekt djela: kako su slike kao takve oblikovale psihički tok (nizanje utisaka)?
Nakon gledanja nekog umjetničkog plesa ili baleta, obzirom na dinamički aspekt djela: kako je djelo utjecalo na kretanje snage u tijelu? Na koji je način pobudilo energije u tijelu?
Nakon slušanja nekog glazbenog djela ili nakon slušanja neke lirske pjesme može se postaviti pitanje, obzirom na zvukovni aspekt djela: kako je govor/glazba utjecao na mentalni govor u čovjeku – interni dijalog?
Dvadeseto stoljeće donijelo je još jednu umjetnost – film, koji u sebi objedinjuje sliku, pokret i glazbu i govor; stoga film može, na neki način, djelovati snažnije na dušu gledatelja pa se pravi kabalist odnosi kritički spram uživanja u sedmoj umjetnosti. Nakon uživanja u nekom filmu, on se pita: 
1.     Kako su slike kao takve oblikovale tijek svijesti u njemu (nizanje utisaka)?
2.     Kako je dinamika pokreta u filmu utjecala na kretanje snage u njegovu tijelu? Na koji je način dinamika film pobudila dinamiku u tijelu?
3.     Kako su govor i glazba utjecali na mentalni govor u njemu, na njegov interni dijalog?

### Umjetnost i Kabala praksa
Određenim razinama umjetnosti odgovarat će određene razine Kabala prakse. Likovnim umjetnostima odgovarat će kultivirani odnos spram zlih poriva (jecer hara), što znači njihova kontrola. Baletu i umjetničkom plesu odgovarat će život u vrlini (lehagiov musari). Glazbi će odgovarati pjevanje pjesama upućenih Bogu i zazivanje Božjih imena. Poeziji (epskoj, lirskoj, dramskoj) će odgovarati molitva (hebr: t`fila) što znači govor koji slavi Boga i veliča njegova djela, govor iz vlastite nutrine koji iskazuje vjernikova čuvstva, žalopojke; vjernikov razgovor s Bogom, čak i prepirka s njim, prigovaranje, postavljanje zahtjeva i sl. U učenju hasidskog pokreta molitva se smatra "službom srca".

## Vanjske poveznice
http://www.kabbalah.info/de/kabbala-musik/musik-inspiriert-durch-kabbala